# Francisco Adolfo de Varnhagen
Francisco Adolfo de Varnhagen, vicomte de Porto Seguro, est un historien et un diplomate brésilien de l'État de São Paulo, né le 17 février 1816 à São João de Ipanema, municipalité de Sorocaba. Il est décédé le 29 juin 1878.

## Biographie
Son père était un ingénieur militaire allemand venu étudier la possibilité de mines de fer dans la région de São Paulo, à la demande du gouvernement de Lisbonne. Il étudie au Portugal, au collège militaire royal de Luz, à Lisbonne, et il commence une carrière militaire dans les troupes de Dom Pedro I qui luttait contre Dom Miguel.
Il réalise son premier travail historique, Notícia do Brasil, entre 1835 et 1838. En cette même année il découvre le tombeau de Pedro Álvares Cabral dans le couvent de la Graça, à Santarém, au Portugal. Il devient correspondant de l'Académie des sciences de Lisbonne, se forme comme ingénieur militaire en 1839, à la Real Academia de Fortificação, et retourne au Brésil l'année suivante.
Il travaille quelque temps à l'Institut historique et géographique brésilien, en 1841. En 1844, il obtient la nationalité brésilienne qu'il n'avait pas encore – bien qu'il soit né dans le pays et ait lutté pour lui –, du fait de l'ascendance allemande de son père. Cette formalité lui permet d'intégrer la carrière diplomatique.
Après avoir servi à Lisbonne et Madrid, il devient représentant du Brésil au Paraguay, en 1858. C'est déjà un historien reconnu à travers la réalisation de l’História Geral do Brasil (1854-1857), son œuvre la plus importante. Comme diplomate, il officie encore au Portugal, en Espagne, au Paraguay, au Venezuela, en Nouvelle-Grenade (actuelle Colombie), en Équateur, au Chili, au Pérou et aux Pays-Bas. Il profite de ses voyages pour récolter des documents sur le Brésil dans les bibliothèques et les archives.
Parmi son œuvre historique se détache surtout l’Historia das lutas com os hollandezes no Brazil: desde 1624 a 1654 (Histoire des luttes contre les Hollandais, de 1624 à 1654), 1871, et l’História da Independência do Brasil (Histoire de l'Indépendance du Brésil), publié en 1916.
Francisco Adolfo de Varnhagen termine sa carrière comme représentant de son pays à Vienne, en Autriche, où il meurt le 29 juin 1878. Marié à une Chilienne, il est enterré à Santiago, au Chili.